# Selección de béisbol de Italia
La Selección de béisbol de Italia es el equipo oficial que representa a Italia en eventos internacionales de béisbol. La selección está integrada por jugadores italianos, y en su gran mayoría por estadounidenses con origen italiano, que participan de la Liga Italiana de Béisbol y las Grandes Ligas de Estados Unidos. El actual mánager es Marco Mazzieri. En 2009 la selección Italiana ocupa el lugar 13.º del ranking mundial de la Federación Internacional de Béisbol ,(IBAF por sus siglas en inglés).

## Clásico Mundial de Béisbol
Participaciones
- 2006: 10º
- 2009: 10º
- 2013: 7º
- 2017: 12º

## Eurocopa de Béisbol
Tiene 10 campeonatos europeos, siendo la única selección continental con nivel suficiente para disputar la supremacía que tiene la selección de Países Bajos en Europa. Sus logros fueron en los años 1957, 1975, 1977, 1979, 1983, 1989, 1991, 1997, 2010 y 2012.